# Odpady komunalne
Ten artykuł należy dopracować:

przedstawiono sytuację tylko z polskiej perspektywy – artykuł powinien być przekrojowy.
Pomóż go poprawić. Na stronie dyskusji mogą znajdywać się pomocne komentarze.

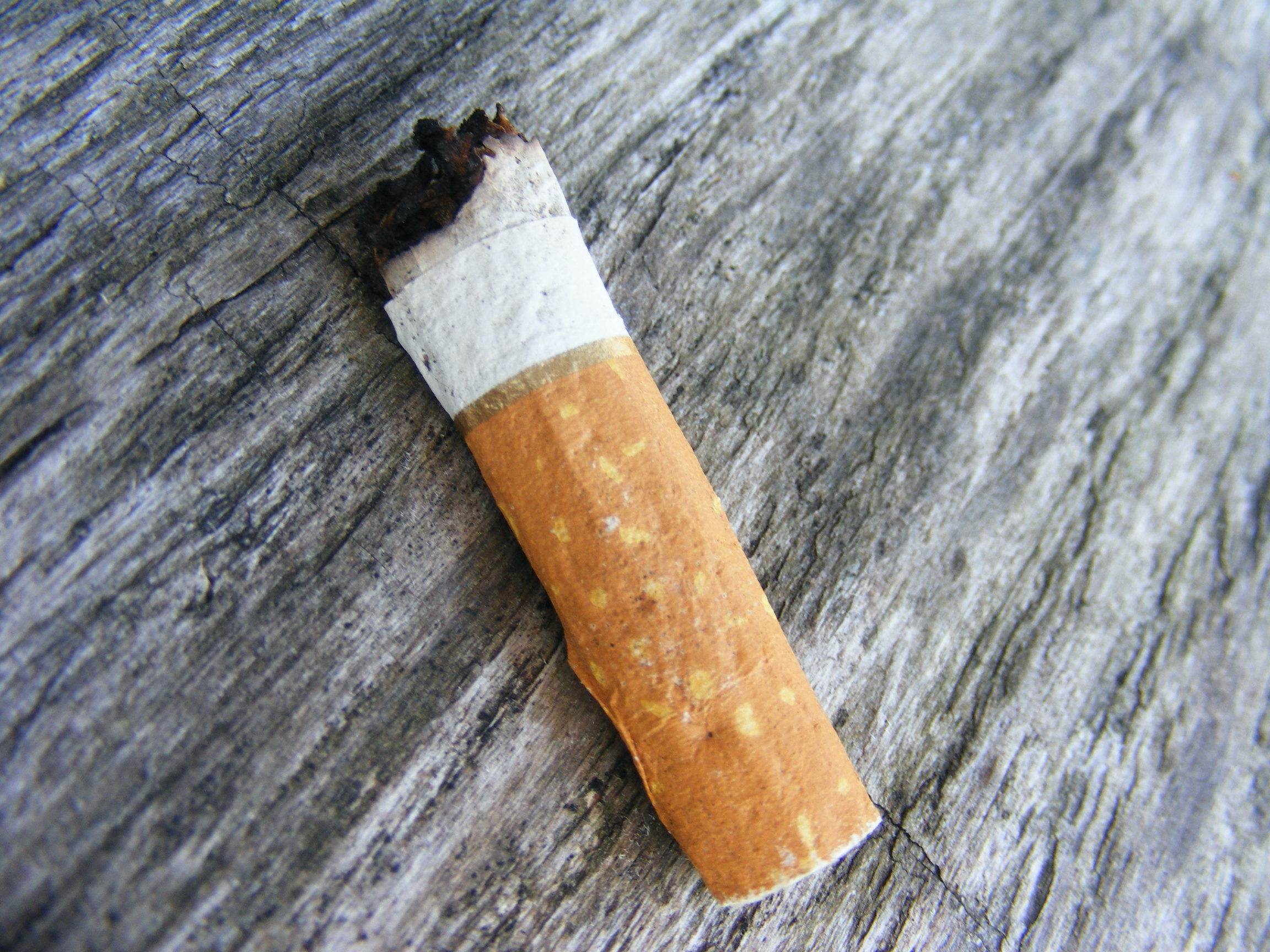
Niedopałek papierosa z filtrem jest to odpad zaliczany do grupy 20, zarezerwowanej dla odpadów komunalnych, także tych gromadzonych selektywnie.

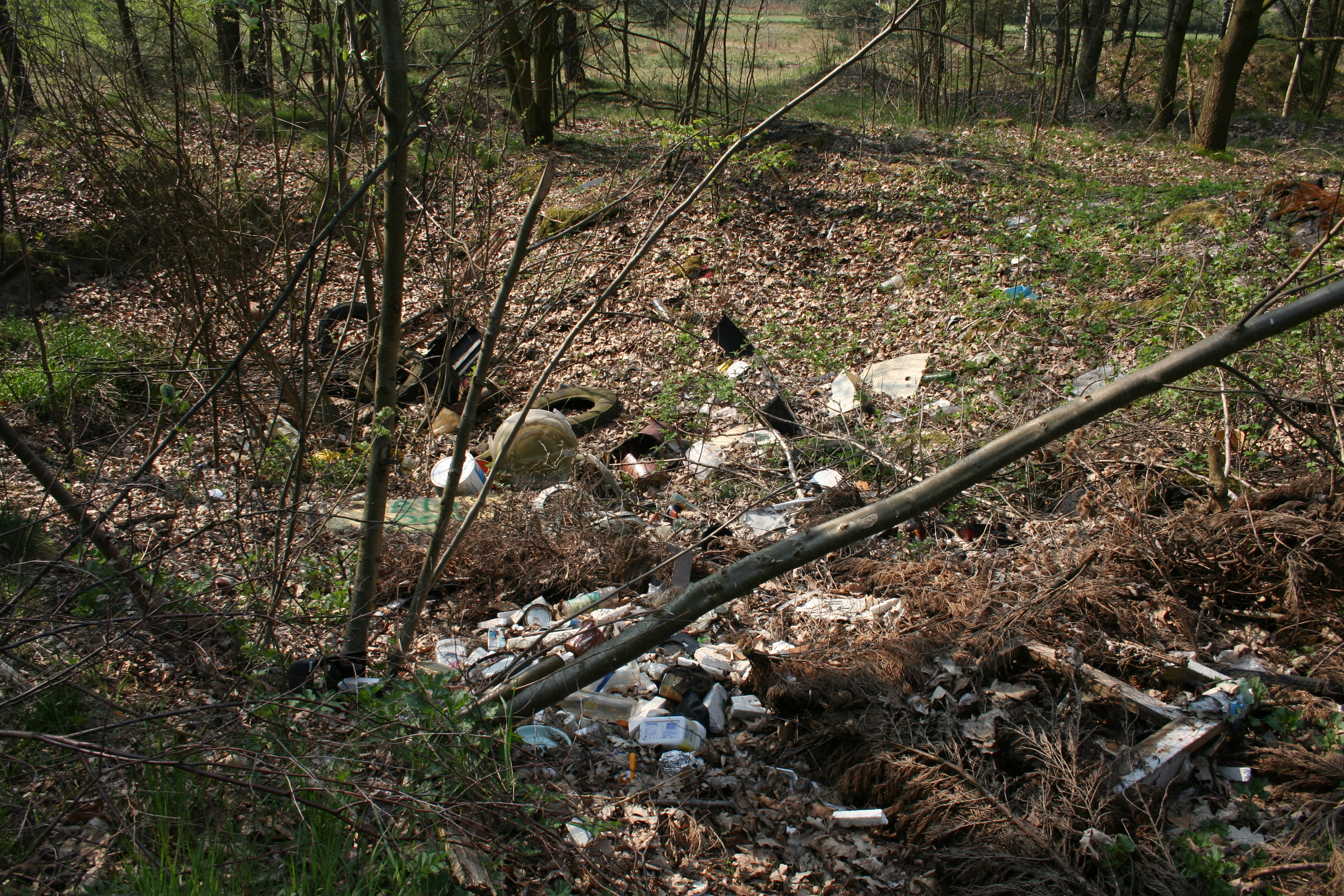
W roku 2010 zlikwidowanych zostało w Polsce 9677 tzw. dzikich wysypisk, czyli niezorganizowanych składowisk odpadów, z czego 80% w miastach, a 20% na terenach wiejskich. Podczas ich likwidacji zebrano ok. 75 tys. ton odpadów komunalnych.

Odpady komunalne (także: odpady bytowe) – stałe i ciekłe odpady związane z nieprzemysłową działalnością człowieka powstające w gospodarstwach domowych, obiektach użyteczności publicznej oraz obsługi ludności.

## Charakterystyka
Ustawa o odpadach z 14 grudnia 2012 roku (Dz.U. z 2023 r. poz. 1587), obowiązująca od 23 stycznia 2013 roku definiuje odpady komunalne jako odpady powstające w gospodarstwach domowych, z wyłączeniem pojazdów wycofanych z eksploatacji, a także odpady niezawierające odpadów niebezpiecznych pochodzące od innych wytwórców odpadów, które ze względu na swój charakter lub skład są podobne do odpadów powstających w gospodarstwach domowych.
Jak podaje Rosik-Dulewska, najczęściej występujący skład odpadów komunalnych stałych w Polsce przedstawia się następująco:
- od 40% do 50% stanowią substancje organiczne
- max. 60% to części mineralne (w tym ok. 30% to popioły z małych palenisk)[3].

Autorka ta wyodrębnia także cztery grupy odpadów komunalnych, ze względu na ich przydatność jako surowców wtórnych.
- Grupa I to odpady traktowane jako surowce wtórne niekonsumpcyjne. Należą tu odpady papierowe, z tworzyw sztucznych, szkła, metali oraz tekstyliów stanowiące ok. 30% masy odpadów komunalnych stałych.
- Grupę II stanowią odpady rzadko traktowane jako surowce wtórne. Są to odpady organiczne (biodegradowalne), takie jak resztki pożywienia stanowiące ok. 50% masy odpadów komunalnych stałych.
- Do grupy III należą odpady paleniskowe pochodzące z sezonowego ogrzewania domostw (do 20% masy odpadów). Tego typu odpady nieorganiczne nie są rozpatrywane jako surowce wtórne.
- Grupa IV to dość nielicznie występujące odpady, o znikomej wartości surowca wtórnego. Zaliczane tu są pozostałości z porządkowania domostw (np. wykorzystana chemia gospodarcza)[4].

## Dane statystyczne dotyczące Polski

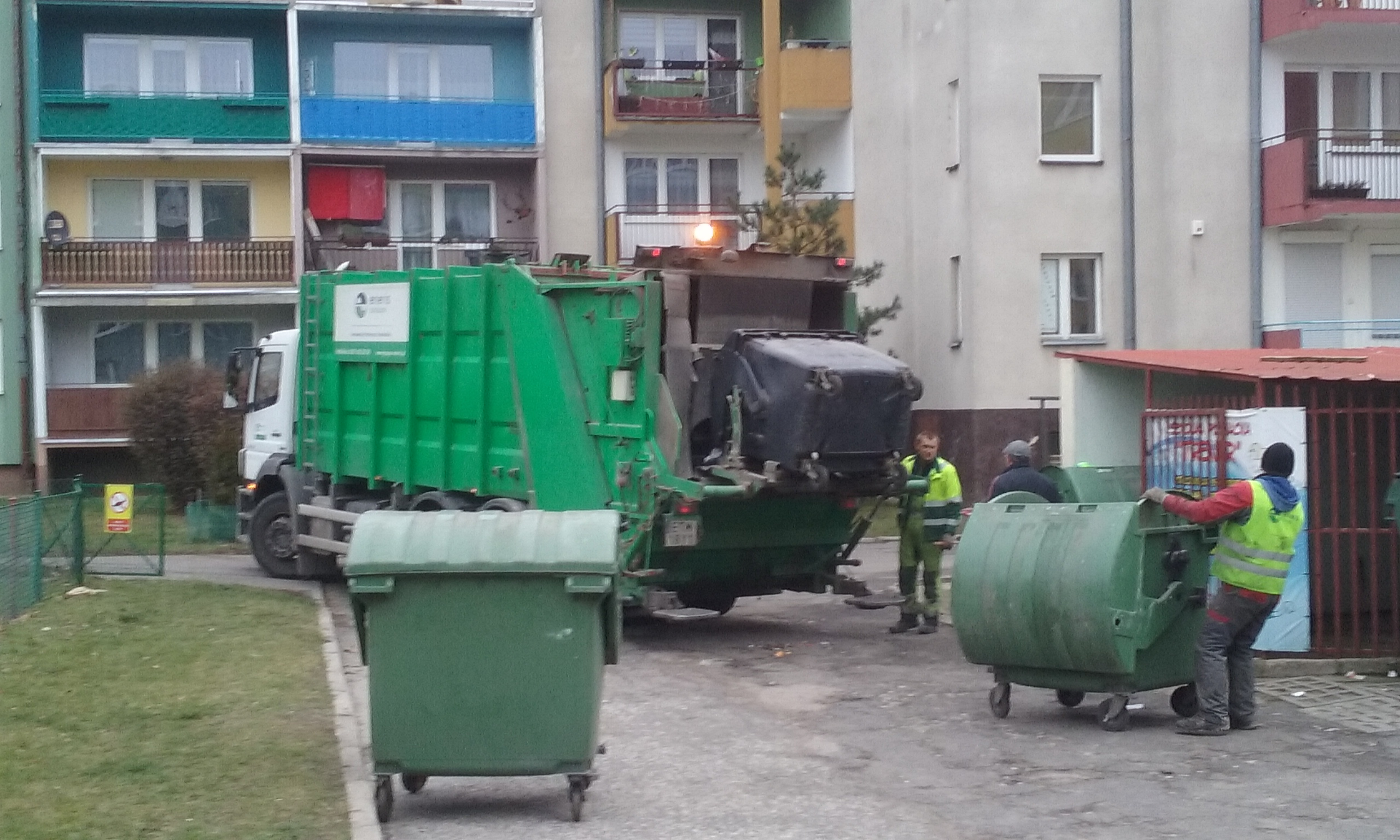
Wywóz odpadów komunalnych w Tomaszowie Mazowieckim (woj. łódzkie)

Według GUS-u w roku 2010 zostało wytworzonych w Polsce 12 038 400 ton odpadów komunalnych, a zebrano ich 10 044 200. W porównaniu z rokiem 2009 odnotowano nieznaczny spadek w ilości odpadów komunalnych wytworzonych i zebranych wynoszący ok. 0,1%. Ilości zebranych odpadów komunalnych według województw w 2010 roku przedstawiały się następująco:
1. 1 573 100 ton w województwie mazowieckim
2. 1 380 200 ton w województwie śląskim
3. 994 400 ton w województwie dolnośląskim
4. 915 100 ton w województwie wielkopolskim
5. 328 200 ton w województwie warmińsko-mazurskim
6. 297 100 ton w województwie lubuskim
7. 260 100 ton w województwie opolskim
8. 242 900 ton w województwie podlaskim
9. 199 500 ton w województwie świętokrzyskim.